# Acanthus arboreus
Acanthus arboreus är en akantusväxtart som beskrevs av Peter Forsskål. Acanthus arboreus ingår i släktet akantusar, och familjen akantusväxter. Inga underarter finns listade i Catalogue of Life.